# The Boss of Lumber Camp Number Four
The Boss of Lumber Camp Number Four  è un cortometraggio muto del 1912 diretto da Oscar Apfel, conosciuto anche con il titolo The Boss of Lumber Camp No. 4.

## Produzione
Il film fu prodotto dalla Edison Company.

## Distribuzione
Distribuito dalla General Film Company, il film - un cortometraggio in una bobina - uscì nelle sale cinematografiche statunitensi il 19 aprile 1912.